# Brutelles
Brutelles je francouzská obec v departementu Somme v regionu Hauts-de-France. V roce 2012 zde žilo 184 obyvatel.

## Sousední obce
Bourseville, Cayeux-sur-Mer, Lanchères, Saint-Blimont, Vaudricourt, Woignarue

## Vývoj počtu obyvatel
Počet obyvatel